# Goeldichironomus fluctuans
Goeldichironomus fluctuans är en tvåvingeart som beskrevs av Reiss 1974. Goeldichironomus fluctuans ingår i släktet Goeldichironomus och familjen fjädermyggor. Inga underarter finns listade i Catalogue of Life.